# 明登戰役
明登战役發生於1759年8月1日，是七年战争期间的一次重大戰役。由普鲁士陆军元帅不伦瑞克的费迪南统帅的英德聯軍击败了由法国元帅孔塔德侯爵指挥的法军。两年前，法国人成功入侵汉诺威，并试图将一项不得人心的和平条约强加给英国、汉诺威和普鲁士的盟国。普鲁士在罗斯巴赫取得胜利后，在腓特烈大帝和威廉·皮特的压力下，乔治二世否认了该条约。1758年，盟军对法国和薩克森军队发动反攻，将他们赶回莱茵河。
在盟军在增援部队撤退之前未能击败法国人后，法国人发动了新的攻势，于7月10日占领了明登要塞。由於認為费迪南的部队过度扩张，孔塔德放弃了他在威悉河周围的坚固阵地，向英德盟軍發起進攻。六个英军步兵团和两个汉诺威步兵团排成一列，击退了法国骑兵的多次进攻。英普盟军在骑兵进攻失败后继续前进，将法军从战场上击退，结束了此年剩余时间里法军在汉诺威的所有计划。